# Balázs Bacskai
Imre Balázs Bacskai (Budapest, 29 de enero de 1988) es un deportista húngaro que compitió en boxeo. Ganó una medalla de oro en el Campeonato Europeo de Boxeo Aficionado de 2010, en el peso wélter.
En junio de 2017 disputó su primera pelea como profesional. En su carrera profesional tuvo en total 15 combates, con un registro de 15 victorias y 0 derrotas.

## Palmarés internacional
| Campeonato Europeo | Campeonato Europeo | Campeonato Europeo | Campeonato Europeo |
| Año                | Lugar              | Medalla            | Categoría          |
| ------------------ | ------------------ | ------------------ | ------------------ |
| 2010               | Moscú (Rusia)      | Medalla de oro     | 69 kg              |